# Pleura

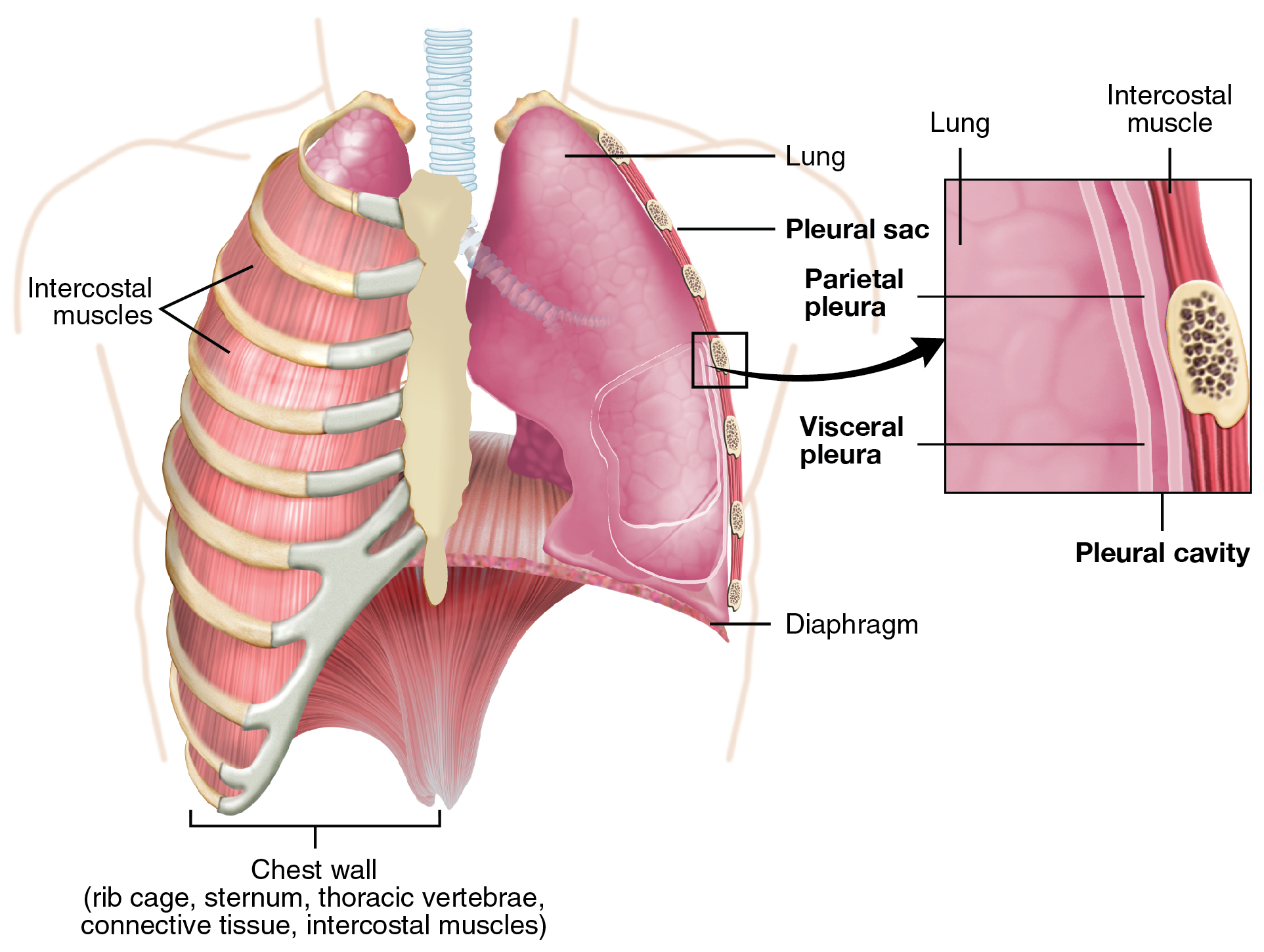
Die Pleura ist eine seröse Haut im Brustraum, die als Lungenfell die Lunge umgibt, während sie als Rippenfell den Brustkorb innenseits auskleidet. Der schmale Spaltraum zwischen innerem und äußerem Blatt erlaubt Verschiebungen, mit denen die Lungen ihren Füllungszustand leicht ändern können. Die Adhäsionkräfte der serösen Flüssigkeit im Pleuraspalt sorgen für den gleitfähigen Zusammenhalt beider Blätter

Die Pleura (von altgriechisch πλευρά ‚Flanke‘, ‚Rippe‘) oder das Brustfell ist eine glatte, dünne seröse Haut im Brustraum, die einerseits als Pleura visceralis die Eingeweidefläche beider Lungen überkleidet und andererseits als Pleura parietalis die Wand der Brusthöhle auskleidet. Ihr viszerales, inneres Blatt überzieht jede Lunge nahezu vollständig und wird auch Lungenfell, Pleura pulmonalis, englisch: visceral pleura, genannt. Das äußere, parietale Blatt überzieht als Rippenfell, Pleura costalis, englisch: parietal pleura, die Innenfläche des von den Rippen gebildeten Brustkorbs, als Pleura diaphragmatica das Zwerchfell und grenzt als Pleura mediastinalis das Mediastinum ab. Beide Blätter fassen zwischen sich als allseits geschlossene seröse Höhle einen schmalen flüssigkeitführenden Spaltraum, mit dem sie gegeneinander verschieblich sind. Zusammen bilden sie jederseits die Pleurahöhle (Cavitas pleuralis).

## Gliederung
Als Lungenfell (lateinisch Pleura visceralis oder Pleura pulmonalis) bzw. inneres Blatt überzieht die viszerale Pleura die Lungen.
Als Brustfell im engeren Sinne (lateinisch Pleura parietalis) bzw. äußeres Blatt kleidet die parietale Pleura die Brusthöhle von innen aus. Man unterscheidet hier nochmals vier Bereiche:
- Die Pleurakuppeln (Cupulae pleurae) ist der jeweils kopfwärtige Teil an der Lungenkuppel.
- Das Rippenfell (Pars costalis) ist der Anteil, der die Innenseiten der Rippen überzieht.
- Die Pars mediastinalis (Mittelfell) befindet sich am Bindegewebe des Mediastinums im Zentrum des Brustkorbs.
- Die Pars diaphragmatica liegt an der Oberseite des Zwerchfells.

## Aufbau
Pleura besteht histologisch aus einschichtigem Plattenepithel, welches ontogenetisch vom Mesothel abstammt, und einer Lamina propria. Die beiden Pleurablätter schlagen am Hilus der Lunge und am Ligamentum pulmonale ineinander um. Sie sind durch die Pleurahöhle (Cavitas pleuralis) voneinander getrennt, einen dünnen, druckdichten Spalt, der mit seröser Flüssigkeit gefüllt ist. In der Pleurahöhle können sich Ergüsse sammeln oder Metastasen bilden.
Fußwärts (an den Zwerchfellrändern) und zur Brustmitte hin (im Mediastinum) hat die Pleura Reserveausbuchtungen (Recessus), um die Lungenausweitung beim Atemvorgang zu gewährleisten. Diese Reserveräume werden aber auch bei tiefer Inspiration nie ganz ausgefüllt. Die Pleura parietalis bildet vier tiefe Falten:
- Recessus costodiaphragmaticus
- Recessus costomediastinalis
- Recessus phrenicomediastinalis
- Recessus vertebromediastinalis

Die sensible Nervenversorgung des Brustfells übernehmen Äste des Nervus phrenicus (Pars mediastinalis und diaphragmatica) und der Interkostalnerven (Pars costalis). Auch eine Beteiligung des zehnten Hirnnerven (Nervus vagus) wird beschrieben. Das Lungenfell dagegen besitzt zwar freie Nervenendigungen, hat jedoch wahrscheinlich keine Schmerzempfindung.

## Funktion
Die Pleurablätter produzieren und resorbieren die Flüssigkeit im Pleuraraum (vor allem auf der parietalen Seite der Pleura) und stellen beim Gesunden ein von hydrostatischem Druck (Schweredruck) und onkotischem (osmotischen) Druck abhängiges Gleichgewicht her. Der Flüssigkeitsumsatz beträgt etwa 0,2 ml pro Kilogramm und Stunde, sodass innerhalb von etwa einer Stunde ein Austausch der Pleuraflüssigkeit erfolgt.
Das Lungenfell ist eine gleitende Verschiebeschicht für die Lungenbewegungen. Sie ist ein unbedingt notwendiges, Sog-vermittelndes Medium für die Atmung: Durch relativen Unterdruck im Pleurazwischenraum und die kapillare Adhärenz der Pleurablätter müssen die Lungen beim Einatmen der aktiven Ausdehnung von Brustwandmuskeln und dem Zwerchfell folgen.
Wird der relative Unterdruck zwischen beiden Pleurablättern aufgehoben (wie etwa durch einströmende Luft bei Stichverletzung), so folgt die Lunge dem sich ausdehnenden Brustkorb beim Einatmen nicht mehr, was schließlich zum Zusammenfallen des auf Entfaltung angewiesenen Lungenflügels führt (Pneumothorax).

## Untersuchung der Pleura
Abgesehen von der Befragung des Patienten (Anamnese) kommen verschiedene Untersuchungsmethoden in Frage:
- Auskultation (Abhören)
- Sonografie (Ultraschall)
- Röntgenbilder des Thorax in zwei Ebenen
- Computertomografie
- Thorakoskopie (endoskopische Beurteilung des Pleuraspalts)
- Biopsie für die Zytodiagnostik und bakteriologische Untersuchungen
- Perkussion (Abklopfen)

## Erkrankungen der Pleura
- Pleuritis (Brustfellentzündung) in den Formen Pleurits sicca (ohne Ergussbildung), Pleuritis exsudativa (mit Ergussbildung) sowie (nach Lokalisation) Pleuritis mediastinalis, Pleuritis diaphragmatica und Pleuritis interlobaris
- Pleuraempyem (eitrige Pleuritis)
- Pleuraerguss
- Pneumothorax
- Hämatothorax
- Chylothorax
- Pleuraverschwartungen
- Pleuratumoren (pleurale Tumoren), darunter gutartige (Fibrome, Lipome, Hämangiome) und bösartige (Pleuramesotheliom)
- Pleurakarzinose: pleurale (Abtropf-)Metastasierung von Tumoren, insbesondere des Brustkrebses

Die operative Durchtrennung der Pleura nennt man Pleurotomie.